# Бенувиль, Жан Ашиль
Жан Ашиль Бенувиль (фр. Jean-Achille Benouville; 15 июля 1815, Париж — 8 февраля 1891, там же) — французский художник-пейзажист.

## Биография
Жан Бенувиль вместе со своим братом Франсуа Леоном Бенувилем (1821—1859) в 1837 году поступил в Школу изящных искусств, где учился живописи у Франсуа Эдуара Пико и Леона Конье. Так же, как и его брат, он в 1845 году был удостоен Римской премии за историческую пейзажную живопись.
С 1834 года регулярно представлял свои работы в парижском Салоне. Бо́льшую часть своей жизни провёл в Италии, создавая полотна, преимущественно, с итальянскими пейзажами. Он также является автором многих пейзажей окрестностей Парижа, Компьена и Фонтенбло.
Его сын Пьер Луи Альфред Бенувилль (1842—1889) стал известным архитектором. В числе его учеников был Йохан Фридрих Бергзое и  Джузеппе Ваккаи.
Ги де Мопассан посвятил Ж. Бенувилю новеллу «Дядя Жюль» (1883).

## Галерея

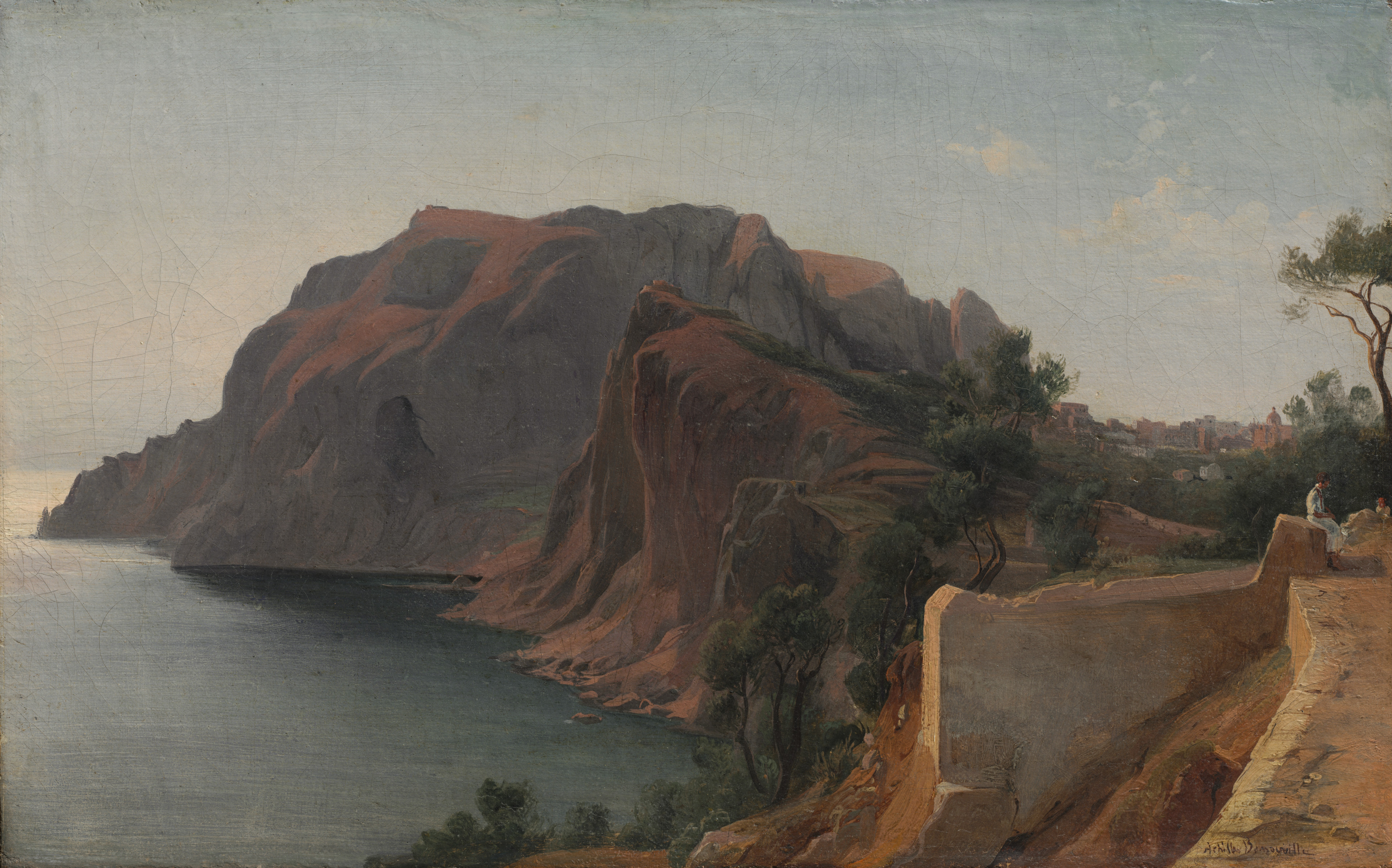
Капри.
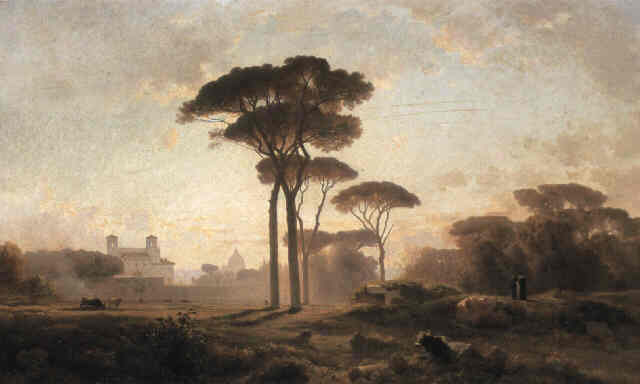
Вилла Медичи, Рим.
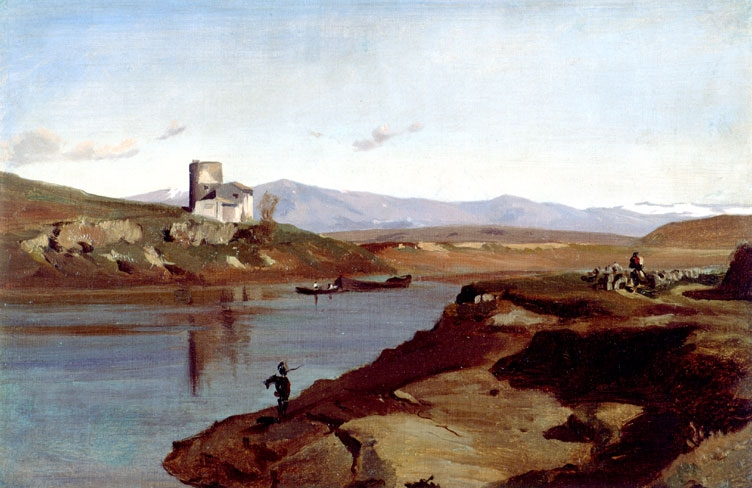
Итальянский пейзаж.
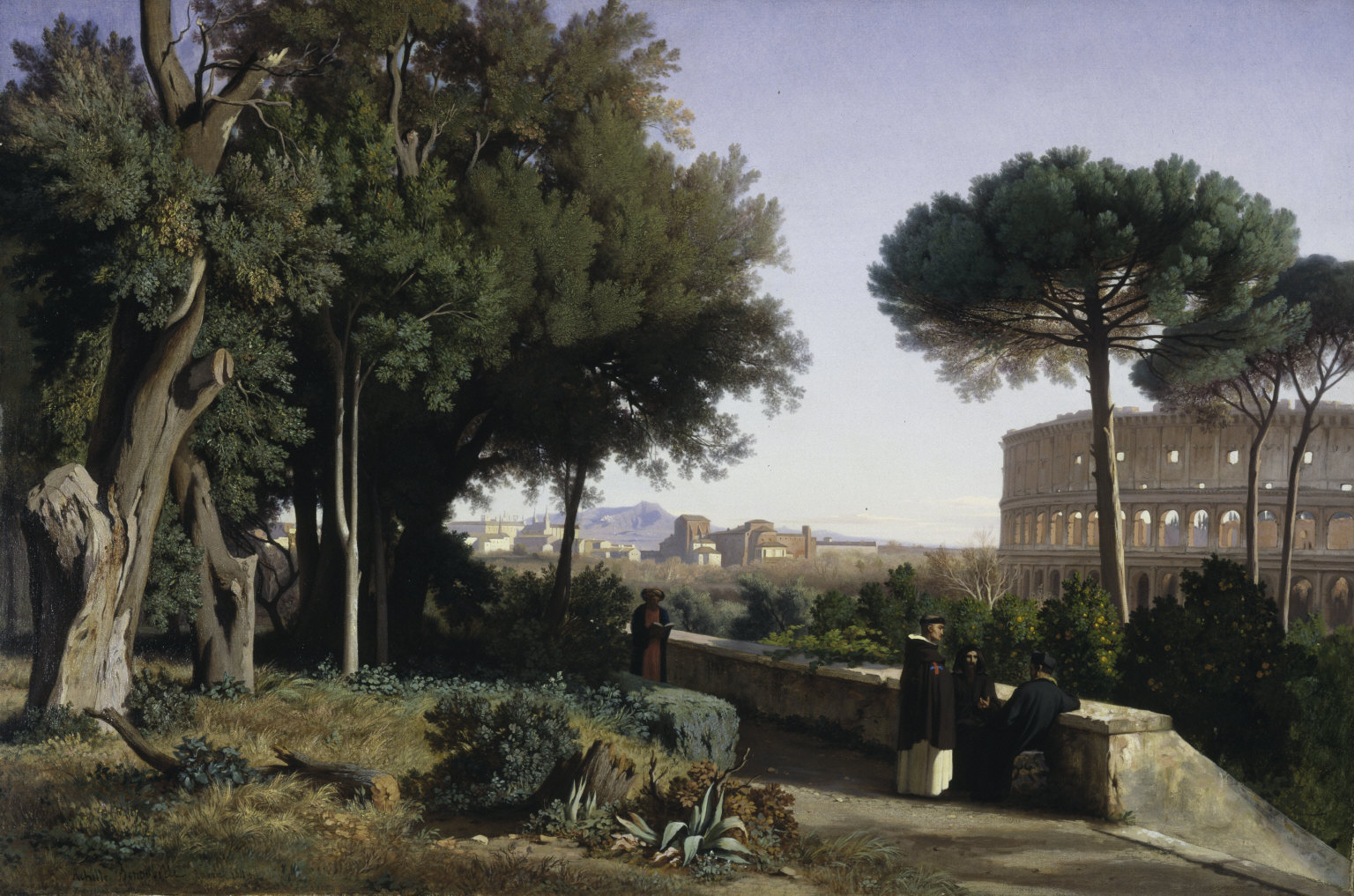
Вид на Колизей с Палатина.
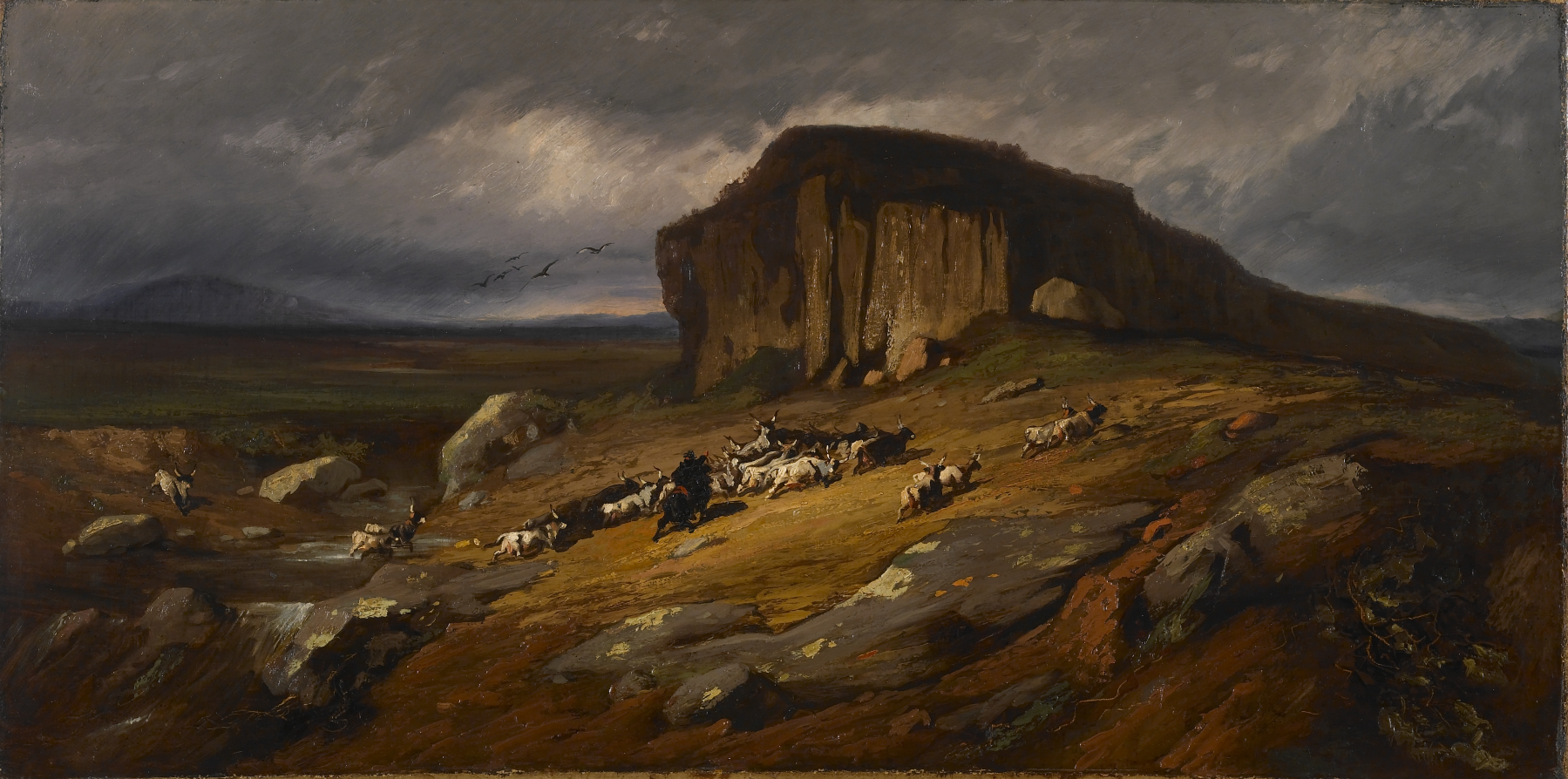
Пейзаж Римской Кампании с быками.
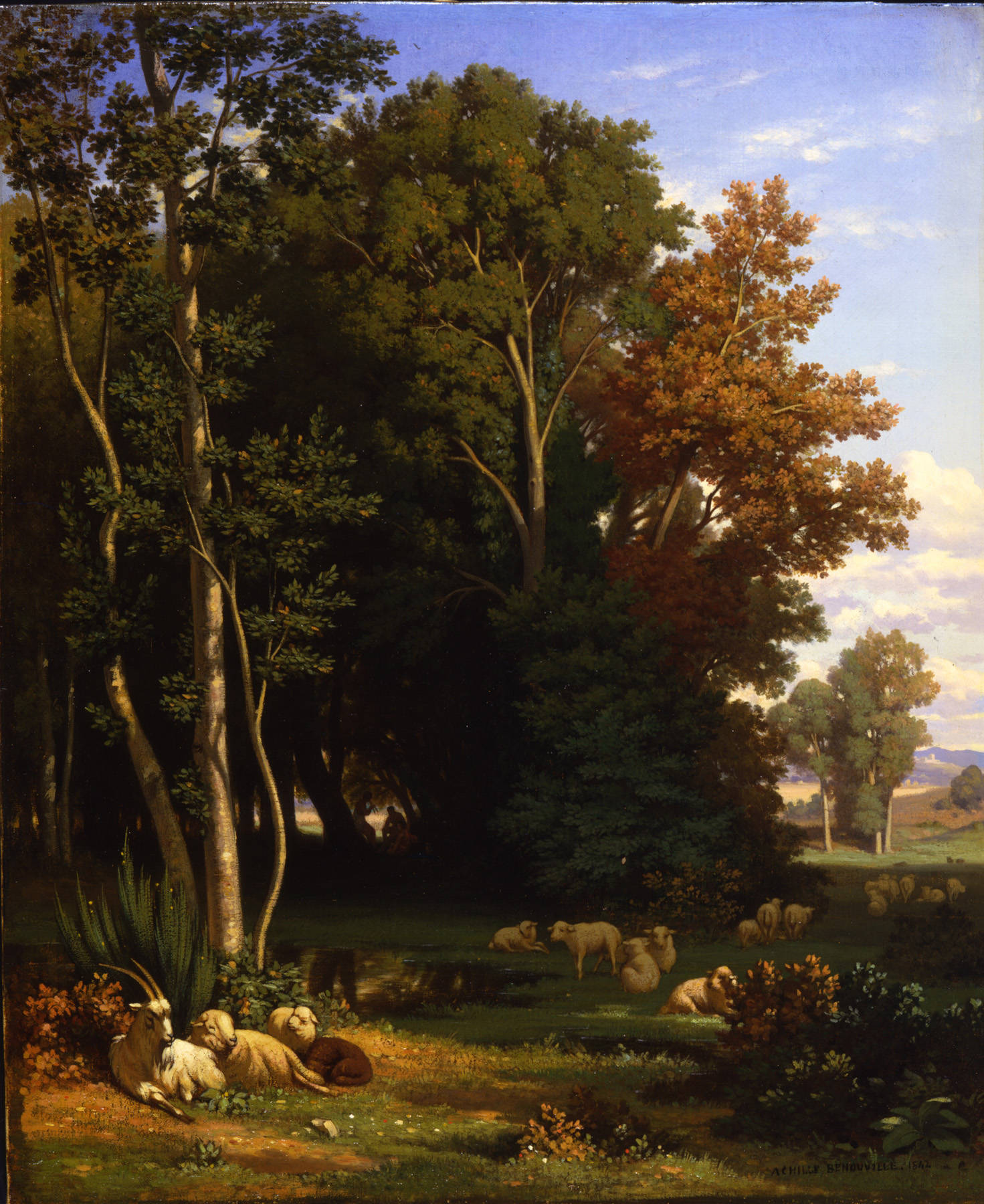
Пейзаж с животными.